# Proceratiinae

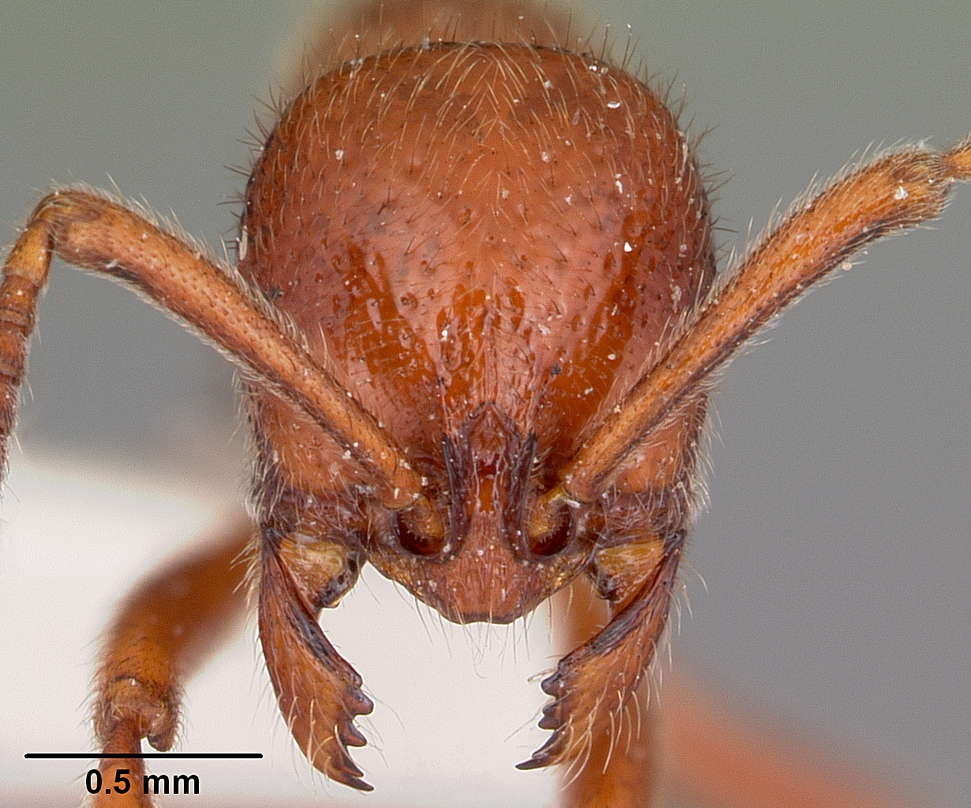
Proceratium avium

Proceratiinae  (лат.) — это подсемейство мелких примитивных тропических муравьёв (длиной около 3—6 мм) в составе семейства Formicidae, имеющих своеобразное загнутое вниз и вперёд брюшко.

## Распространение
Пантропический ареал. Также на юге умеренных широт. В Палеарктике 7 видов (1 род), в фауне России представлен 1 вид — Proceratium melinum.

## Классификация
Включает примитивных современных муравьёв. В мировой фауне 144 вида (3 рода). По данным Болтона (Bolton, 2003), установившего это подсемейство, являются членами Понероморфной группы муравьёв «The poneromorph subfamilies» (Amblyoponinae, Ectatomminae, Heteroponerinae, Paraponerinae, Ponerinae, Proceratiinae). Ранее, рассматривались в статусе трибы Proceratiini в составе подсемейства Ponerinae.

## Список родов
Подсемейство Proceratiinae было установлено итальянским энтомологом Карло Эмери в 1895 году, состоит из 3 современных родов и одного вымершего. В отдельную трибу Probolomyrmecini Perrault, 2000 выделяют род Probolomyrmex (ранее в составе трибы Platythyreini)
| Подсемейство Proceratiinae Emery, 1895 — 4 рода, 155 видов |       |      |             |                          |                          |        |
| Род                                                        | Автор | Год  | Число видов | Типовой вид              | Изображение              | Ссылки |
| ---------------------------------------------------------- | ----- | ---- | ----------- | ------------------------ | ------------------------ | ------ |
| †Bradoponera                                               | Mayr  | 1868 | 4           | †Bradoponera meieri      | †Bradoponera meieri      | [ 9 ]  |
| Discothyrea                                                | Roger | 1863 | 50          | Discothyrea testacea     | Discothyrea testacea     | [ 10 ] |
| Probolomyrmex                                              | Mayr  | 1901 | 26          | Probolomyrmex filiformis | Probolomyrmex filiformis | [ 11 ] |
| Proceratium                                                | Roger | 1863 | 88          | Proceratium silaceum     | Proceratium silaceum     | [ 10 ] |